# Джъстин Тимбърлейк
Джъстин Рандал Тимбърлейк (на английски: Justin Randall Timberlake) е американски поп и ритъм енд блус изпълнител и актьор, роден в Мемфис, щата Тенеси. Джъстин Тимбърлейк има спечелени 10 награди „Грами“. Започва работата си в телевизията с роли в Star Search и The All-New Mickey Mouse Club, когато е едва дете. В края на 1990-те той става популярен като един от вокалистите и най-младия член на момчешката група Ен Синк, която отначало е финансирана от Лу Пърлман.
По време на една от паузите в групата, Тимбърлейк издава соловите студийни албуми Justified (2002) и FutureSex/LoveSounds (2006). В първия са хитовете Cry Me a River и Rock Your Body, а вторият дебютира на върха на Билборд 200 и продуцира номер едно синглите в Билборд Хот 200 SexyBack, My Love, и What Goes Around... Comes Around. Всеки от албумите му се продава в над седеммилионен тираж по света, и той се утвърждава като един от най-успешните в комерсиалната музика творци. Общо в света са продадени над 88 000 000 екземпляра от албумите на Тимбърлейк.
От 2007 до 2012 г. Тимбърлейк се фокусира върху актьорската си работа, като на практика зарязва музикалната си кариера. Той получава роли във филмите „Социалната мрежа“, Bad Teacher, In Time и Friends with Benefits.

## Кариера
Започва кариерата си още на 9 години, когато пее в небезизвестния тогава клуб за млади таланти „Mickey Mouse“ заедно с Бритни Спиърс и Кристина Агилера. По-късно става известен като фронтмен на момчешката поп група Ен Синк (N'Sync) (1995 – 2002).
През 2002 издава първия си соло албум Justified, а през 2006 г. втори албум, наречен FutureSex/LoveSounds. Със синглите „SexyBack“, „My Love“ и „What Goes Around.../...Comes Around“ този втори албум достига върха на американските класации. Продуциран е от Тимбаленд и само в САЩ са продадени над 4 милиона копия, което го прави четворно платинен и най-продаван албум на Sony BMG за 2006. Номиниран е за 4 Грами награди през 2007 и печели 2: „Най-добра денс песен“ за „SexyBack“ и най-добър рап дует за „My Love“.
През 2008 излиза сингълът „4 Minutes“, също продуциран и написан от Тимбаленд, където пее в дует с Мадона. Песента става дебютен сингъл за албума на певицата Hard Candy.
Освен певец Джъстин е актьор и водещ на много телевизионни програми. През 2006 е водещ на Европейските награди на MTV. Същата година участва с главна роля във филма Alpha Dog. През 2008 играе в комедията „Любовен гуру“, където си партнира с Майк Майерс и Джесика Алба. Озвучава трета и четвърта част на Шрек (Арти Пендрагон). Продължава кариерата си през 2011 във филмите „Bad Teacher“, „Friends with benefits“ и „In time“.

## Личен живот
В миналото Тимбърлейк е замесван в романтични връзки с различни певици и актриси, сред които Стейси Фъргюсън и Алиша Милано. През 1997 – 2002 г. се среща с Бритни Спиърс, след раздялата издава песента и видеото „Cry Me a River“. Впоследствие песента става световен хит.
През 2003 г. Тимбърлейк започва да се среща с Камерън Диас. В началото на 2007 г. двамата се разделят.
През февруари 2007 г. започва да се среща с актрисата Джесика Бийл. През 2011 г. те се разделят, но няколко месеца по-късно се сдобряват и на 19 октомври 2012 г. сключват брак във Фазано, Италия. През април 2015 г. се ражда синът им Сайлъс Рандал Тимбърлейк, а през лятото на 2020 г. – вторият им син Финеас.
На 18 юни 2024 г. Тимбърлейк е арестуван в Саг Харбър, щат Ню Йорк за шофиране в нетрезво състояние. На 13 септември 2024 г. той се признава за виновен пред съда. Наложена му е парична глоба и 25 часа общественополезен труд. Тъй като е отказал тест за алкохол, това води автоматично до отнемане на шофьорската му книжка.
Джъстин е играч на голф и участва на много благотворителни турнири, също активно участвал в много други благотворителни начинания. Фен е на бейзболния клуб „Лос Анджелес Доджърс“.

## Дискография

### Студийни албуми
1. Justified (2002)
2. FutureSex/LoveSounds (2006)
3. The 20/20 Experience (2013)
4. The 20/20 Experience Part 2 of 2 (2013)
5. Man Of The Woods (2018)
6. Everything I Thought It Was (2024)

### Компилационни албуми
- 12" Masters – The Essential Mixes (2010)
- The 20/20 Experience – The Complete Experience (2013)

### Саундтрак албуми
- Trolls: Original Motion Picture Soundtrack (2016)
- The Book of Love: Original Motion Picture Soundtrack (2017)

### Мини албуми (EP)
- Justin&Christina (2003)
- I'm Lovin' It (2003)
- iTunes Festival: London 2013 (2013)

### Сингли (с Ен Синк)
- I Want You Back (1996)
- Tearin' Up My Heart (1997)
- Here We Go (1997)
- For The Girl Who Has Everything (1997)
- Together Again (1997)
- (God Must Have Spent) A Little More Time On You (1998)
- U Drive Me Crazy (1998)
- Merry Christmas, Happy Holidays (1998)
- Thinking Of You (I Drive Myself Crazy) (1999)
- Music Of My Heart (с участието на Gloria Estefan) (1999)
- Bye Bye Bye (2000)
- It's Gonna Be Me (2000)
- I'll Never Stop (2000)
- This I Promise You (2000)
- Pop (2001)
- Gone (2001)
- Girlfriend (с участието на Nelly) (2002)

## Филмография

### Кино
| Година | Филм                   | Оригинално заглавие    | Роля              | Бележки          |
| ------ | ---------------------- | ---------------------- | ----------------- | ---------------- |
| 2005   | Едисън                 | Edison                 | Джош Полак        |                  |
| 2006   | Алфа дог               | Alpha Dog              | Франки Баленбахер |                  |
| 2006   | Южняшки истории        | Southland Tales        | Пайлът Абълин     |                  |
| 2006   | Стонът на черната змия | Black Snake Moan       | Рони              |                  |
| 2007   | Шрек Трети             | Shrek the Third        | Арти (глас)       | Анимационен филм |
| 2008   | Любовен Гуру           | The Love Guru          | Жак Гранде        |                  |
| 2009   | Свободния път          | The Open Road          | Карлтън Гарет     |                  |
| 2009   | Джери                  | Jerry                  | Джери             |                  |
| 2010   | Социалната мрежа       | The Social Network     | Шон Паркър        |                  |
| 2010   | Мечето Йоги            | Yogi Bear              | Бу Бу (глас)      | Анимационен филм |
| 2011   | Палавата класна        | Bad Teacher            | Скот Делакорт     |                  |
| 2011   | По приятелски          | Friends with Benefits  | Дилън             |                  |
| 2011   | Дилъри на време        | In Time                | Уил Салас         |                  |
| 2012   | Обратно в играта       | Trouble with the Curve | Джони             |                  |
| 2013   | Надцакването           | Runner Runner          | Ричи              |                  |
| 2013   | Истинският Люин Дейвис | Inside Llewyn Davis    | Джим Бърки        |                  |
| 2016   | Тролчета               | Trolls                 | Бранч (глас)      | анимационен филм |

### Телевизия
| Година | Филм                 | Оригинално заглавие | Роля    | Бележки            |
| ------ | -------------------- | ------------------- | ------- | ------------------ |
| 2000   | Поведение на модел   | Model Behavior      | Джейсън | Тв сериал          |
| 2011   | Шоуто на Кливланд    | The Cleveland Show  | Пол     | Анимационен сериал |
| 2008   | На живо Събота вечер | Saturday Night Live |         | Тв сериал          |

### Продуцент
| Година | Филм      | Оригинално заглавие                                           | Бележки           |
| ------ | --------- | ------------------------------------------------------------- | ----------------- |
| 2000   |           | 'N Sync & Britney Spears: Your #1 Video Requests... And More! | Късометражен филм |
| 2003   |           | Justin Timberlake: Down Home in Memphis – One Night Only      | Тв филм           |
| 2004   |           | NSYNC'S Challenge for the Children                            |                   |
| 2009   | Телефонът | The Phone                                                     | Тв сериал         |